# Hirondelle à cuisses blanches
Atticora tibialis
Espèce
Statut de conservation UICN

 LC  : Préoccupation mineure
L'Hirondelle à cuisses blanches (Atticora tibialis) est une espèce de passereau de la famille des Hirundinidae. Elle est monotypique (non subdivisée en sous-espèces).

## Description
Cette hirondelle est de petite taille (environ 12 cm). Le dessus du corps est très sombre tandis que le croupion et les parties inférieures sont plus pâles.
Le juvénile ressemble à l'adulte mais ses plumes présentent des marges claires.

## Habitat
Cette espèce peuple les forêts primaires et secondaires ainsi que les villages;

## Répartition
Son aire de répartition s'étend sur le Panamá, la Colombie, le Venezuela, le Suriname la Guyane, le Brésil, la Bolivie, le Pérou et l'Équateur.